# Yarianna Martínez
Yarianna Martínez (née le 20 septembre 1984 à Pinar del Río) est une athlète cubaine, spécialiste du triple saut.

## Carrière
En 2002, elle se classe deuxième des Championnats d'Amérique centrale et des Caraïbes juniors et obtient ce même métal lors des Championnats du monde juniors de Kingston où elle s'incline face à sa compatriote Mabel Gay. Auteur de 14,10 m en 2004, elle remporte les Championnats d'Amérique centrale et des Caraïbes 2005, devant Mabel Gay.
Troisième des Universiades d'été de 2007, elle s'incline au stade des qualifications lors des Championnats du monde 2007 et des Jeux olympiques de 2008. En 2009, la Cubaine remporte les Universiades d'été de Belgrade avec un saut à 14,40 m.
Elle porte son record personnel à 14,42 m en début de saison 2011 à La Havane.

## Palmarès
| Date | Compétition                                      | Lieu     | Place | Marque  |
| ---- | ------------------------------------------------ | -------- | ----- | ------- |
| 2002 | Championnats du monde juniors                    | Kingston | 2e    | 13,74 m |
| 2005 | Championnats d'Amérique centrale et des Caraïbes | Nassau   | 1re   | 14,18 m |
| 2007 | Universiade                                      | Bangkok  | 3e    | 14,25 m |
| 2008 | Championnats d'Amérique centrale et des Caraïbes | Cali     | 2e    | 13,95 m |
| 2009 | Universiade                                      | Belgrade | 1re   | 14,40 m |

## Records
| Épreuve     | Performance | Lieu      | Date            |
| ----------- | ----------- | --------- | --------------- |
| Triple saut | 14,42 m     | La Havane | 24 février 2011 |